# Gastone Bettanini
Gastone Bettanini (7 settembre 1914 – 28 marzo 1993) è stato un impresario teatrale e attore italiano, agente di Alberto Sordi fino al 1965.

## Biografia
Tra le sue interpretazioni più famose va ricordata la sua partecipazione al film Il vedovo diretto da Dino Risi nel 1959.
Nel marzo 1967, riuscì a sopravvivere alla sciagura area del Fadalto, quando l'aereo su cui era a bordo, partito da Venezia e con destinazione Cortina d'Ampezzo si schiantò ai piedi del Col Visentin a causa della nebbia.